# Michele Malfatti
Michele Malfatti (* 31. prosince 1994 Trento, Itálie) je italský rychlobruslař.
Ve Světovém poháru juniorů debutoval v roce 2011, roku 2013 se poprvé představil na juniorském světovém šampionátu. Na podzim 2015 začal závodit v seniorském Světovém poháru a v březnu 2016 premiérově startoval na světových šampionátech (ve stíhacím závodě družstev na Mistrovství světa na jednotlivých tratích byl toho roku čtvrtý). Z Mistrovství Evropy 2022 si ze stíhacího závodu družstev přivezl bronzovou medaili. Startoval na ZOH 2022 (5000 m – 15. místo, 10 000 m – 9. místo, hromadný start – semifinále, stíhací závod družstev – 7. místo).